# Рехунген
Рехунген (нем. Rehungen) — деревня в Германии, в земле Тюрингия. Входит в состав общины Зольштедт района Нордхаузен.
Население составляет 493 человека (на 31 декабря 2006 года). Занимает площадь 8,66 км².
Впервые упоминается в 1359 году.
Ранее Рехунген имела статус общины (коммуны). 1 января 2009 года вошла в состав общины Зольштедт.